# District de Lucerne
1798–2012
Entités précédentes :
- Bailliage de Lucerne
- Bailliage de Habsbourg
- Bailliage de Kriens-Horw
- Bailliage de Malters et Littau
- Bailliage de Weggis
- Bailliage de Rothenburg

Entités suivantes :
- Arrondissement électoral de Lucerne-ville
- Arrondissement électoral de Lucerne-campagne

Le district de Lucerne est un ancien district du canton de Lucerne en Suisse, jusqu'au 31 décembre 2012.
À partir de 2013, il a été séparé en deux arrondissements électoraux: Lucerne-ville et Lucerne-campagne.

## Communes
Le district comportait les communes suivantes :
- Adligenswil
- Buchrain
- Dierikon
- Ebikon
- Gisikon
- Greppen
- Honau
- Horw
- Kriens
- Lucerne
- Malters
- Meggen
- Meierskappel
- Root
- Schwarzenberg
- Udligenswil
- Vitznau
- Weggis